# Oreste Magni
Oreste Magni (* 3. März 1936 in Albese con Cassano; † 16. März 1975 in Ravenna) war ein italienischer Radrennfahrer.

## Sportliche Laufbahn
Magni war Straßenradsportler. Als Amateur qualifizierte er sich 1957 für den Start bei den Straßenradsport-Weltmeisterschaften durch mehrere Siege in italienischen Eintagesrennen. Im Weltmeisterschaftsrennen belegte er beim Sieg von Louis Proost den 9. Platz und war bester Italiener.
1957 wurde er Berufsfahrer im Radsportteam Leo-Chlorodont und blieb bis 1966 als Profi aktiv. 1960 siegte er im Eintagesrennen Trofeo Matteotti. 1965 gewann er die letzte Austragung von München–Zürich vor Jos Hoevenaers. 1961 gewann er eine Etappe im Giro d’Italia und 1960 drei Etappen der Portugal-Rundfahrt.
In der Trofeo Baracchi 1957 kam er mit Aldo Moser als Partner auf den 3. Platz. 1963 wurde er bei Mailand–Vignola Dritter beim Sieg von Adriano Durante. Magni bestritt alle Grand Tours. In der Tour de Suisse war er viermal am Start.

## Grand-Tour-Platzierungen
| Grand Tour            | 1959 | 1960 | 1961 | 1962 | 1963 | 1964 | 1965 | 1966 |
| --------------------- | ---- | ---- | ---- | ---- | ---- | ---- | ---- | ---- |
| Vuelta a EspañaVuelta | –    | –    | –    | –    | –    | –    | –    | DNF  |
| Giro d’ItaliaGiro     | DNF  | –    | 77   | DNF  | –    | 89   | –    | –    |
| Tour de FranceTour    | –    | –    | –    | DNF  | –    | –    | –    | –    |